# الجمعية الأمريكية لعلم الفيروسات
الجمعية الأمريكية لعلم الفيروسات (بالإنجليزية: American Society for Virology اختصارا لـ (ASV))‏ هي جمعية علمية أمريكية تخدم مجتمع الباحثين في علم الفيروسات. تأسست المنظمة في عام 1981م وكانت أول جمعية علمية في العالم مخصصة حصريًا لعلم الفيروسات.

## التأسيس والتاريخ
من الناحية التاريخية، تم اعتبار علم الفيروسات على أنه فرع من علم الأحياء الدقيقة. يعود الدافع لتأسيس مجتمع خاص بعلماء الفيروسات إلى منتصف الستينيات، ويرجع ذلك إلى استياء المجتمع من تمثيله في مجتمعات علم الأحياء الدقيقة الموجودة، وعلى الأخص الجمعية الدولية لجمعيات علم الأحياء الدقيقة والجمعية الأمريكية لعلم الأحياء الدقيقة. تأسست الجمعية رسميًا بعد اجتماع نظمته برنارد رويزمان مع 40 باحثًا بارزًا في علم الفيروسات في مطار أوهير الدولي في شيكاغو في 9 يونيو 1981.
وعقدت الجمعية اجتماعها السنوي الرسمي الأول، الذي نظمته ميلت زيتلين، في جامعة كورنيل في أغسطس 1982، وفي ذلك الوقت وصلت عدد أعضائها إلى ما يقرب من 1000 عالم.
كان الرئيس المؤسس لـ الجمعية الأمريكية لعلم الفيروسات هو وولفقانق جوكليك، الذي خدم من 1981 إلى 1983. الأعضاء المؤسسين البارزين الآخرين الذين وقعوا رسائل مرسلة إلى أعضاء مجتمع علم الفيروسات ليطلبوا آراء حول المجتمع المستقبلي المحتمل قبل اجتماع أوهير هم ديفيد بلتيمور، بورنيل تشوبين، هارولد غينسبيرغ،توماس ميريجان، Bernard Roizman، بيتر ك. فوجت، بوب واجنر ويوليوس يونغنر ونورتون زيندر. خدم كل من غينسبيرغ وروبرت واغنر وتشوبين ويونغنر في فترات لاحقة كرؤساء للجمعية.

## أنشطة
تواصل الجمعية الأمريكية لعلم الفيروسات استضافة اجتماع علمي سنوي كل صيف، يعقد في حرم الجامعات المضيفة في الولايات المتحدة أو كندا. وتستضيف الجمعية أيضًا معلومات مهنية وتعليمية بما في ذلك دليل الوظائف عبر الإنترنت وحصلت على منحة من مؤسسة ألفريد سلون لدعم موقع ويب يوثق تاريخ علم الفيروسات. والتي تديرها هي رئيسة الجمعية السابقة سوندرا شليسينغر.
الرئيس الحالي اعتبارًا من 2019 هو أندرو س. بيكوسز من كلية جونز هوبكنز بلومبرج للصحة العامة .

## منظمة
اعتبارًا من عام 2015، احتوت الجمعية الأمريكية لعلم الفيروسات على مجالس لسبعة تخصصات فرعية: فيروسات النبات، وعلم الفيروسات الحيوانية، والتطور والبيئة، وعلم الفيروسات الطبية، وعلم الفيروسات البيطرية، وعلم الفيروسات اللافقارية، وعلم الفيروسات بدائية النواة. ويرأس الجمعية الأمريكية لعلم الفيروسات رئيس يخدم لمدة عامين ويحتفظ باللجان الدائمة لتنظيم الاجتماعات والأنشطة الأخرى.

## رؤساء الجمعية الأمريكية لعلم الفيروسات
- فولفجانج جوكليك، 1981-1983
- هارولد غينسبيرغ ، 1983-1984
- روبرت ر. واغنر ، 1984-1985
- بورنيل دبليو تشوبين، 1985–1986
- يوليوس يونغنر ، 1986-1987
- بول ج. كايسبيرغ، 1987-1988
- كينيث بيرنز ، 1988-1989
- رولاند ار. روكيرت، 1989-1990
- برنارد ن. فيلدز ، 1990-1991
- ماكس د. سامرز، 1991-1992
- سوندرا شليسينغر، 1992-1993
- كاثرين هولمز، 1993-1994
- برنارد موس ، 1994-1995
- جيل دبليو فيرتز، 1995-1996
- ماري ك. إستيس، 1996-1997
- توماس شينك ، 1997-1998
- بيتر م. هاولي، 1998-1999
- ديان جريفين ، 1999-2000
- دنيس أوكالاجان ، 2000-2001
- روبرت أ. لامب ، 2001-2002
- تشارلز م. رايس ، 2002-2003
- باتريشيا جيه سبير ، 2003-2004
- لين دبليو انكويست، 2004-2005
- بيتر باليس ، 2005-2006
- دون غانم ، 2006-2007
- آن سي بالمينبرغ ، 2007-2008
- هاري ب. غرينبرغ، 2008-2009
- روزان ساندري جولدين ، 2009-2010
- تيرينس ديرمودي، 2010-2011
- بيرت ل. زملر، 2011-2012
- باربرا شيري ، 2012-2013
- بولا تراكمان ، 2013-2014
- فنسنت ر. راكينيالو  [لغات أخرى]‏ ، 2014-2015
- جرانت مكفادين ، 2015-2016
- ريبيكا إي دتش، 2016-2017

## روابط خارجية
- الموقع الرسمي
- الفيروسات من البنية إلى علم الأحياء ، موقع ويب يوثق تاريخ علم الفيروسات الذي تحتفظ به Sondra Schlesinger نيابة عن الجمعية الأمريكية لعلم الفيروسات.